# El Ebro: Diari de Tortosa
El Ebro és un diari de Tortosa que va existir durant sis anys. El subtítol era El Ebro: Diari de Tortosa.
Va ser publicat diàriament, durant els seus primers quatre anys d'existència, menys els diumenges. A partir del 1906 va reaparèixer com a setmanari, publicat exclusivament els dissabtes. Era editat a Tortosa i imprès a l'estil successors de Bernis. A partir del 1903, va passar-se a la impremta d'Arturo Valls. La redacció del diari estava situada a la Llibreria d'Arturo Valls, al Portal de Palau, núm. 2. El diari tenia quatre pàgines, de 44 per 32 centímetres i només s'escrivia en castellà. Era un diari de subscripció mensual i valia només 1 pesseta al mes.
El contingut del diari era majoritàriament religiós. Abundaven notícies transmeses des de Roma, mentre que n'hi havia molt poques sobre Tortosa. El diari començava amb «La oración del mes» i després hi havia el «Diario religioso». El diari prolongava la posició política d'El Estandarte Católico, un diari catòlic escrit en castellà. Aquest, va publicar la seva primera edició l'any 1891 i ho va seguir fent fins que el van prohibir l'any 1900. Llavors va néixer El Ebro, que va continuar la seva línia ideològica.
Va néixer de la mà del canonge de Tortosa Josep Matamoros Sancho, l'any 1900, que a més de fundar el diari, el va dirigir sempre. El diari va acabar l'any 1903, amb 838 números, encara que es desconeix si va publicar durant els anys 1904 i 1905, per manca d'exemplars. L'any 1906 va reaparèixer com a setmanari, afegint 44 números a la seva tirada total de 882, que va acabar l'any 1907. Matamoros va fundar el diari per combatre explícitament el Correo Ibérico, un altre diari catòlic de Tortosa, coincidint amb l'etapa que la diòcesi de Tortosa era dirigida pel bisbe procarlí Pedro Rocamora Garcia. El diari va finalitzar oficialment l'any 1907, tot i que va tenir dos anys d'inactivitat entre el 1904 i el 1905. Es desconeix el motiu d'aquesta inactivitat, però se sap que va reaparèixer dos anys més tard, editat com a setmanari i havent canviat l'estil d'impremta. Podríem dir que el diari va tenir dues etapes: la primera del 1900 al 1903 i la segona del 1906 al 1907.
Durant els segles XIX i XX, El Ebro va ser un nom utilitzat en diverses capçaleres. La primera va néixer l'any 1845 i fou el primer periòdic fundat a Tortosa. El seu fundador va ser el periodista i escriptor de Tortosa, Josep Maria Paulí i Roig, que tenia la intenció de que el periòdic fos una de les plataformes culturals dels literats romàntics de Tortosa. Tot i això, la capçalera va estar activa només un any. La segona capçalera amb aquest nom, és la que va fundar Teodoro González i Nicolás Bosch Illa l'any 1864. Va ser dirigida per Baltasar Noria i després d'un any de publicacions i una pausa, va reaparèixer com El Dertosense, que va ser dirigit durant poc temps per Josep Maria Paulí l'any 1848. La tercera capçalera amb aquest nom és la que va fundar Josep Matamoros.

## Directors i col·laboradors
Director: Josep Matamoros Sancho (1866 - 1937). Fou el fundador i únic director del diari. Matamoros va estudiar al seminari de Tortosa i es va ordenar l'any 1893. Va ser canonge de la seu de Tortosa l'any 1908. De pensament carlí, va ser nomenat membre de l'Acadèmia de Bones Lletres i és autor de diversos llibres relacionats amb Tortosa i Alcanar, on va néixer. Matamoros va ser un dels principals col·laboradors del diari, juntament amb altres periodistes carlistes com Agustín Llasat, Emilio Sanz i altres.